# Falsettone
Falsettone es un término usado en la moderna musicología italiana para describir una antigua técnica vocal masculina del canto lírico consistente en el fortalecimiento y la amplificación de los sonidos blancos del falsete con la técnica utilizada para emitir las notas con voz natural. El uso del falsettone a menudo produce notas lucidas y voluminosas, aunque de "color" diferente con respecto a las emitidas en voz plena y de sonoridad femenina.
Se cree que la técnica fue usada por tenores, barítonos y Haute-contres de la música barroca y clásica. La técnica puede ser usada desde La4 o Si natural hacia arriba.